# Piper mikanianum
Piper mikanianum är en pepparväxtart som först beskrevs av Carl Sigismund Kunth, och fick sitt nu gällande namn av Ernst Gottlieb von Steudel. Piper mikanianum ingår i släktet Piper och familjen pepparväxter.

## Underarter
Arten delas in i följande underarter:
- P. m. peltatum
- P. m. pilosius